# Передняя лестничная мышца
Передняя лестничная мышца (лат. Musculus scalenus anterior) начинается от передних бугорков поперечных отростков III—VI шейных позвонков, направляется вниз и вперёд и прикрепляется к бугорку передней лестничной мышцы (лат. tuberculum musculi scaleni anterioris) I ребра впереди от борозды подключичной артерии (лат. sulcus arteriae subclaviae).

## Функция
Передняя лестничная мышца поднимает верхнее I ребро, действуя как мышца вдоха. При фиксированных рёбрах, сокращаясь с обеих сторон она сгибает шейную часть позвоночника впереди, а при одностороннем сокращении сгибает и поворачивает её в свою сторону.